# Вилль, Эльза Ивановна
Эльза (Елизаве́та) Ива́новна Вилль (нем. Elsa Will; 4 [16] мая 1882, Санкт-Петербург — 1941 или февраль 1942, Ленинград) — российская балерина, Заслуженная артистка Республики (1924).

## Биография
Родилась 4 (16) мая 1882 года в Санкт-Петербурге в немецкой семье.
В 1896 году принята на балетное отделение в Петербургское театральное училище, где её учителями были Екатерина Вазем, Анна Иогансон, Энрико Чеккетти.
С 1900 по 1928 годы выступала в Мариинском театре. Э. Вилль была небольшого роста, симпатичной с улыбкой на лице, при её внешних данных ей удавались лирико-комедийные партии, которые не требовали драматизма и серьёзной игры. Успех определялся уверенный и легкий академический танец, она обладала легким и высоким прыжком с эффектом зависания в воздухе, который удивлял даже профессионалов.
С 1908 по 1913 годы выступала за границей в различных антрепризах, в 1909 с большим успехом гастролировала в Берлине с труппой Мариинского театра во главе с Анной Павловой.
В 1911 году получила золотую медаль на шею на Андреевской ленте.
Ситуация серьёзно изменилась после Октябрьской революции. В условиях, когда многие ведущие артисты покинули Россию, несмотря на возраст, ей пришлось исполнять ведущие партии во всём классическом репертуаре. Она принадлежала к числу артистов, благодаря самоотверженной работе которых традиция классического балета в России не была прервана. Советская власть в 1924 году отметила её труд званием Заслуженной артистки республики.
Погибла в первую зиму блокады Ленинграда, по одним источникам в 1941-м, по другим — в феврале 1942 года. Могила неизвестна, предполагается, что находится на Пискарёвском кладбище.

## Семья
- Отец — Иоганн Готфрид Вилль, был управляющим музыкальным магазином в Петербурге.
- Мать — Мария Сидония Вальтер (нем. Maria Sidonia Walther).

## Партии
- Лёд в аллегорическом одноактном балете А. К. Глазунова «Времена года», поставленном 28 января 1907 Н. Г. Легатом по М. Петипа.
- Лиза в балете П. Гертеля «Тщетная предосторожность»
- мазурка и 7-й вальс в одноактном балете на музыку Ф. Шопена «Шопениана», сценарий и балетмейстер М. М. Фокин, возобновление 4 февраля 1923
- первое исполнение партии Сольвейг в балете-сказке на музыку Э. Грига, в инструментовке Б. В. Асафьева «Ледяная дева» 24 сентября 1922, балетмейстер П. Н. Петров.
- Коломбина в балете Р. Дриго «Арлекинада»
- Сванильда в балете Л. Делиба «Коппелия»
- Гюльнара в балете А. Адана «Корсар»
- Фея в балете Й. Байера «Фея кукол»
- Повелительница нереид, Жемчужина и Царица вод в балете Ц. Пуни «Конёк-Горбунок»
- Одна из лучших ролей — Красная шапочка в балете П. И. Чайковского «Спящая красавица», в том же балете принцесса Флорина, Фея канареек, Аврора
- Ману в балете Л. Минкуса «Баядерка»
- Балерина в балете И. Ф. Стравинского «Петрушка», поставленном М. М. Фокиным
- Жар-птица в одноимённом балете И. Ф. Стравинского, поставленного М. М. Фокиным;
- Девушка в одноактном балете «Эрос», поставленном по сказке В. Я. Светлова «Ангел из Фьезоле» на музыку «Серенады для струнного оркестра» П. И. Чайковского восстановленном 25 ноября 1922 балетмейстером Ф. В. Лопуховым по М. М. Фокину
- Одетта — Одиллия в балете П. И. Чайковского «Лебединое озеро»
- Пахита в одноимённом балете Э. М. Дельдевеза